# Olof Hammarsten (läkare)
Olof Hammarsten, född 21 augusti 1841 i Norrköping, död 21 september 1932, var en svensk läkare och fysiolog, bror till Fredrik Hammarsten.

## Biografi
Hammarsten blev medicine kandidat vid Uppsala universitet 1866, medicine licentiat 1869, medicine doktor samma år, docent i fysiologi samma år, adjunkt i medicinsk och fysiologisk kemi 1873, extra ordinarie professor i medicin 1877–1883, professor i medicinsk och fysiologisk kemi vid Uppsala universitet 1883–1906, filosofie hedersdoktor i Uppsala 1893, prorektor 1893–1901 och rektor magnificus vid Uppsala universitet 1901 och fram till hans avsked 1904.
Hammarsten blev ledamot av Vetenskapssocieteten i Uppsala 1878, av Kungliga Vetenskapsakademien 1881, hedersledamot av Svenska läkaresällskapet 1894, ledamot av Fysiografiska sällskapet i Lund 1906 samt ledamot av Kungliga Vetenskaps- och Vitterhetssamhället i Göteborg 1907. Han tilldelades Björkénska priset 1903.

## Familj
Olof Hammarsten var sonson till varvsägaren Olof Hammarsten och son till sysslomannen vid Norrköpings lasarett Per Wilhelm Hammarsten och Ulrika Fredrika Hammarsten, född Palm. Han var bror till Wilma Lindhé och Fredrik Hammarsten samt farbror till Einar Hammarsten och Signe Hammarsten-Jansson. Han gifte sig 1870 med Olivia Charlotta Glas (född 1845 i Uppsala), som var dotter till Olof Glas. 
Olof Hammarsten ligger begravd på Uppsala gamla kyrkogård.